# Wiedergabeliste
Eine Wiedergabeliste oder Playlist (von englisch playlist) ist eine Liste von Audio- bzw. Videodateien in einer festgelegten Abspielreihenfolge. Wiedergabelisten bezeichnen heute vorwiegend die Zusammenstellung von digitalen Musikstücken (siehe auch MP3), die auf Computern abgespielt werden.
Im Unterschied zu Containerformaten enthalten Wiedergabelisten nur Adressen von Inhalten, deren Wiedergabe sie steuern. Containerformate kapseln diese Inhalte selbst innerhalb eines Streams oder einer Datei.
Wiedergabelisten werden bei Streaming-Diensten wie Icecast oder Microsofts ASX dazu verwendet, die Verfügbarkeit zu erhöhen, Last aufzuteilen oder personalisierte Streams zuzuweisen. Apples HTTP Live Streaming Protokoll (HLS) nutzt M3U-Wiedergabelisten, um die Videoausgabe zu segmentieren.

## Hörfunk
Ursprünglich wurde der Begriff im Radio verwendet und bezeichnet dort die Auflistung genau bestimmter Musikstücke, die während einer Sendung gespielt werden sollen wie auch gespielt wurden. Heute wird in vielen kommerziellen Radio- und Musik-TV-Sendern ein „Rotationsprinzip“ eingesetzt. Die Wiedergabelisten werden dabei automatisch aus einem „Pool“ an vorgegebenen Musikstücken mittels Zufallsgenerator ausgewählt. Dieser Pool wird von einer Musikredaktion gepflegt, die festlegt, welcher Titel wie oft im Programm auftaucht, und die einzelnen Titeleinträge eventuell noch mit weiteren Meta-Informationen versehen, um beispielsweise zu verhindern, dass Titel derselben Interpreten in unterschiedlichen Musikprojekten aufeinander folgend gespielt werden (zum Beispiel sollte nach einem Titel von Phil Collins kein Titel von Genesis gespielt werden).
Wiedergabelisten orientieren sich am Programmformat eines Senders und berücksichtigen nur diejenigen Musikstücke, die zum Format passen, d. h. ein Oldie-Sender nimmt nur „Oldies“ auf. Die Listen werden üblicherweise wöchentlich revidiert. Sie beinhalten 8 bis 25 „A-Songs“, die wegen ihrer Popularität bevorzugt werden (siehe Airplay), und die übrigen, die meist nur einmal gespielt werden. Wiedergabelisten dienen somit zur Ausführung des Senderformats und als Grundlage für die Abrechnung mit der zuständigen Musikverwertungsgesellschaft (z. B. GEMA). Auch in Musikfernsehsendern werden derartige Wiedergabelisten verwendet.

## Musiksoftware

### Wiedergabelisten-Formate
In Wiedergabelisten wird die Reihenfolge festgelegt, in der bestimmte Titel abgespielt werden sollen.

Alle gängigen Abspielprogramme (Audioplayer), wie Winamp für Microsoft Windows oder Amarok für Linux, unterstützen Wiedergabelisten.
Die Wiedergabelisten können hierbei auch abgespeichert werden.
- ASX: von Microsoft, mit SMIL ähnlich,  wird meist als „Streaming-Playlist“ eingesetzt.
- M3U: gängig, plain-text-basiert
- PLS: gängig, plain-text-basiert
- RSS wird bei Podcasts als Wiedergabeliste für Audioinhalte genutzt.
- WPL: weniger verbreitet, basiert auf XML.
- XSPF: weniger verbreitet, basiert auf XML, kann auch einige Metadaten speichern.

### Unterschiede zwischen M3U und PLS
Ein Vorteil von M3U (gegenüber PLS) ist, dass relative Pfadangaben möglich sind. Damit gibt es dann keinen Unterschied von Win zu UNIX/Linux mehr, und die Listen sind portabel.
Zu erwähnen ist, dass die Wahl/Entscheidung zwischen M3U oder PLS keinen Einfluss auf die Klang-Güte der Musik hat.

### Dynamisch
Neben den statischen Wiedergabelisten gibt es auch noch dynamische Wiedergabelisten (z. B. „Smart Playlists“ in iTunes), welche nach festgelegten Kriterien zum Zeitpunkt des Aufrufs automatisch Musikstücke aus einer vorgegebenen Sammlung auswählen. Das manuelle Hinzufügen einzelner Stücke entfällt damit. So eine dynamische Wiedergabeliste könnte wie folgt definiert sein: „Zeige aus denjenigen Musikstücken, die ich mit fünf Sternen bewertet habe, die 50 am längsten nicht mehr gehörten“. Dies wird auch als „intelligente Wiedergabeliste“ bezeichnet. Ist eine automatische Aktualisierung aktiv, so verschwindet in diesem Beispiel ein abgespieltes Musikstück automatisch aus der Liste (da es das Kriterium „am längsten nicht gespielt“ danach nicht mehr erfüllt), und ein anderes rutscht nach, so dass die Liste zu jedem Zeitpunkt die 50 aktuell am längsten nicht gespielten Fünf-Sterne-Musikstücke enthält.